# Volkan Demirel
Volkan Demirel, född 27 oktober 1981 i Istanbul, Turkiet, är en turkisk före detta fotbollsmålvakt som spelade för Fenerbahçe mellan 2002 och 2019. Demirel gjorde mellan 2004 och 2014 63 landskamper för det turkiska landslaget; dessförinnan spelade han även 21 matcher för Turkiets U21-landslag. Han var uttagen i Turkiets trupp till EM 2008.